# Jessica Berra
Pour les articles homonymes, voir Berra (homonymie).
Jessica Berra, née le 26 février 1989 à Saint-Jean-de-Luz (Pyrénées-Atlantiques), est une rameuse d'aviron française spécialiste du solo

## Carrière
À Thessalonique en 2014, elle rafle son premier titre mondial en 31 min 30 s 07, devançant ses compatriotes Edwige Alfred et Stéphanie Chantry pour un podium 100% français. L'année suivante, elle conserve son titre à Lima. Toujours en 2015, elle rafle l'argent en individuel et l'or en équipe aux Jeux méditerranéens de plage qui se déroulent à Pescara.
En juillet 2018, elle lance une campagne de financement participatif pour pouvoir participer aux Mondiaux d'aviron de mer et remporter un troisième titre. Jessica Berra récolte finalement 2 550 €, soit 110% de la somme dont elle avait besoin. Aux Mondiaux, elle gagne finalement le titre.
Lors des Jeux méditerranéens de plage de 2019 organisés à Patras en Grèce, elle remporte la première médaille d'or de la délégation française grâce à sa victoire sur le skiff féminin individuel. Cette discipline, le «Beach rowing sprint», se compose d'un parcours de 250 m aller et 250 m retour avec deux sprint de 50 m sur la place.
En novembre aux Championnats du monde en mer à Hong Kong, elle se classe deuxième du skiff individuel, une épreuve qui pourrait entrer au programme olympique pour les Jeux de 2028.
Elle est sacrée championne de France en 2015 et 2018. Jessica Berra est aussi la présidente du club d'aviron de mer de sa ville natale, Endaika.

## Récompenses
Elle reçoit la médaille de la ville d'Hendaye des mains du maire après son deuxième titre mondial.

## Palmarès
| Année | Compétition                                                     | Lieu             | Place | Course                   |
| ----- | --------------------------------------------------------------- | ---------------- | ----- | ------------------------ |
| 2006  | Championnats de France - Bateaux courts                         | Cazaubon         | 8e    | 2 sans barreurs          |
| 2006  | Coupe de la Jeunesse - Equipe de France B                       | Groningen        | 2e    | 2 sans barreurs          |
| 2006  | Championnats de France d'aviron de mer                          | Le Havre         | 2e    | Solo                     |
| 2007  | Championnats de France - Bateaux courts                         | Cazaubon         | 2e    | 2 sans barreur           |
| 2007  | Championnats du Monde Junior - Equipe de France A - Remplaçante | Pekin            | 3e    | Skiff                    |
| 2007  | Championnats de France d'aviron de mer                          | St-Malo          | 2e    | 4 de couple avec barreur |
| 2009  | Championnats de France d'aviron de mer                          | La Ciotat        | 2e    | Solo                     |
| 2010  | Championnats du Monde d'aviron de mer                           | Istanbul         | 6e    | Solo                     |
| 2012  | Championnats de France d'aviron de mer                          | Lorient          | 2e    | Solo                     |
| 2013  | Championnats du Monde d'aviron de mer                           | Helsingborg      | 9e    | Solo                     |
| 2014  | Championnats du Monde d'aviron de mer                           | Thessalonique    | 1re   | Solo                     |
| 2015  | Championnats du Monde d'aviron de mer                           | Lima             | 1re   | Solo                     |
| 2015  | Championnats de France d'aviron de mer                          | Rivedoux-Plage   | 1re   | Solo                     |
| 2015  | Jeux méditerranéens de plage                                    | Pescara          | 1re   | équipe                   |
| 2015  | Jeux méditerranéens de plage                                    | Pescara          | 2e    | Solo                     |
| 2016  | Championnats de France d'aviron de mer                          | Menton           | 2e    | Solo                     |
| 2016  | Championnats du Monde d'aviron de mer                           | Monaco           | 6e    | Solo                     |
| 2017  | Championnats de France d'aviron de mer                          | Marseille        | 2e    | Solo                     |
| 2017  | Championnats du Monde d'aviron de mer                           | Thonon-les-Bains | 9e    | Solo                     |
| 2018  | Championnats de France d'aviron de mer                          | Plougonvelin     | 1re   | Solo                     |
| 2018  | Championnats du Monde d'aviron de mer                           | Victoria         | 3e    | Solo                     |
| 2019  | Championnats de France d'aviron de mer                          | Dieppe           | 1re   | Solo                     |
| 2019  | Jeux méditerranéens de plage                                    | Patras           | 1re   | Solo                     |
| 2019  | Jeux méditerranéens de plage                                    | Patras           | 3e    | équipe                   |
| 2019  | Championnats du Monde d'aviron de mer                           | Hong Kong        | 2e    | Solo                     |
| 2021  | Championnats de France d'aviron de mer                          | Grau-du-Roi      | 1re   | Solo                     |
| 2021  | Championnats du Monde d'aviron de mer                           | Oeiras           | 3e    | Solo                     |
| 2022  | Championnats de France d'aviron de mer                          | Agde             | 1re   | Solo                     |
| 2022  | Championnats du Monde d'aviron de mer                           | Saundersfoot     | 1re   | Solo                     |
| 2022  | Championnats d'Europe d'aviron de mer                           | Saint-Sébastien  | 4e    | Solo / Club              |
| 2023  | Championnats de France d'aviron de mer                          | Brest            | 1re   | Solo                     |
| 2023  | Championnats d'Europe d'aviron de mer                           | La Seyne-sur-Mer | 2e    | Solo / Club              |
| 2023  | Championnats d'Europe d'aviron de mer                           | La Seyne-sur-Mer | 4e    | Solo / Nation            |
| 2023  | Championnats du Monde d'aviron de mer                           | Barletta         | 3e    | Solo                     |
| 2024  | Championnats de France d'aviron de mer                          | Dunkerque        | 1re   | Solo                     |
| 2024  | Championnats d'Europe d'aviron de mer                           | Gdansk           | 1re   | Solo / Club              |
| 2024  | Championnats d'Europe d'aviron de mer                           | Gdansk           | 4e    | Solo / Nation            |
| 2024  | Championnats du Monde d'aviron de mer                           | Gênes            | 2e    | Solo                     |